# Orkiestra Symfoniczna KWK „Staszic”
Orkiestra Dęta KWK Murcki-Staszic (poprzednio Orkiestra Symfoniczna Katowickiego Holdingu Węglowego S.A. KWK Staszic) – orkiestra symfoniczna, założona w 1971 roku przy kopalni Staszic w Katowicach-Giszowcu. Liczy ona około 60 członków, a jej dyrygentem od 1993 roku jest Grzegorz Mierzwiński.

## Historia
Orkiestra dęta KWK Staszic została założona w 1971 roku z inicjatywy przyszłego dyrygenta orkiestry Anzelma Siwca i Przewodniczącego Rady Zakładowej Związku Zawodowego Górników Bogusława Poloka. W skład zespołu weszli muzycy amatorzy pracujący w kopalni. Dopiero po roku zespół rozpoczął działalność. Orkiestra koncertowała z okazji rocznic i świąt państwowych, uroczystości kopalnianych. Jeździła po kraju z przedstawicielami kopalni i prowadziła nabór do pracy. Grała też podczas górniczych pogrzebów. W Barbórkę maszerowała przez osiedle Giszowiec w mundurach górniczych i grała mieszkańcom na pobudkę. W 1980 roku dyrygentem został Piotr Pinkawa, później w latach 1986–1993 Jerzy Szewc, a następnie od marca do października 1993 Czesław Glura.
Od września 1993 dyrygentem orkiestry jest Grzegorz Mierzwiński, absolwent Akademii Muzycznej w Katowicach. Poszerzył on zespół o sekcję smyczkową co zostało ukoronowane powstaniem Orkiestry Symfonicznej KHW S.A. KWK Staszic. Skład ten został utworzony na potrzeby nagrania pierwszej płyty – Orkiestra Dęta Kopalni Staszic. Płyta kompaktowa została wydana w 1993 roku z okazji 30-lecia istnienia kopalni Staszic. W 1997 roku orkiestra zajęła I miejsce w VI Międzynarodowym Festiwalu o Złotą Lirę w Rybniku.
Obecnie skład zespołu tworzy około 60 osób – nie tylko pracownicy kopalni, lecz także muzycy profesjonalni oraz uczniowie szkół i uczelni o kierunkach muzycznych. Orkiestra nadal reprezentuje kopalnię i towarzyszy imprezom kulturalnym i rozrywkowym, jubileuszom, mszom i uroczystościom barbórkowym. Orkiestra współpracuje artystami scen światowych, z którymi realizuje nagrania płytowe. Podstawę zespołu stanowi 35-osobowa dęta. W 2002 roku orkiestra została poszerzona o Żeńską Orkiestrę Salonową, która pod koniec 2019 roku liczyła 27 członków. Gra on m.in. muzykę operową, operetkową i pieśni.
W skład orkiestry wchodzą następujące grupy: Orkiestra symfoniczna, Zespół kameralny, Orkiestra dęta, Orkiestra Salonowa Żeńska, Big Band i Kapela.

## Dyskografia
- 1993, Orkiestra Dęta Kopalni Staszic[4]
- W blasku złocistych trąb i helikonów[4]
- Canzonetta z tenorem Kałudi Kałudowem[4]; złota płyta w 2001[5]
- O gwiazdo Betlejemska Karczma śląska – górnicza biesiada[4]
- Ave Maria[4]
- Nie tylko do tańca[4]
- 2001, Jam szalona w twych ramionach[4]
- 2002, Czekałem wieczność, DUX[4]
- 2002, Msza Górnicza i Diamentowy sen, DUX[4]
- 2003, Walewska & Stachura Z Tobą bez Ciebie, Dariusz Stachura[4]
- Ideale z tenorem Vincentem Schirrmacherem; złota płyta w 2012[6]

## Filmografia
- 1999, Blusmeni. Ballada o Janku „Kyksie” Skrzeku[7].